# Кол (округ, Миссури)
Округ Кол (англ. Cole County) — округ штата Миссури, США. Население округа на 2009 год составляло 75 018 человек. Административный центр округа — город Джефферсон-Сити.

## История
Округ Кол основан в 1820 году.

## География
Округ занимает площадь 1015.3 км2.

## Демография
Согласно оценке Бюро переписи населения США, в округе Кол в 2009 году проживало 75 018 человек. Плотность населения составляла 73.9 человек на квадратный километр.